# Cadillac V-Series.R
La Cadillac V-Series.R è una vettura sport prototipo progettata dalla Cadillac e la Dallara, secondo le normative dell'ACO della categoria LMDh, corre nel campionato del mondo endurance FIA e nel campionato IMSA WeatherTech SportsCar.

## Storia e sviluppo
Il 20 gennaio del 2020 viene creato il nuovo regolamento Le Mans Daytona Hybrid, con un accordo tra l'International Motor Sports Association e Automobile Club de l'Ouest. Il 24 agosto del 2021 il marchio Cadillac ha confermato la costruzione di un nuovo prototipo seguendo il regolamento LMDh, la nuova vettura andrà a sostituire la Cadillac DPi-V.R nel 2023.
Nel settembre del 2021, Laura Wontrop Klauser, responsabile del programma di competizione di General Motors, ha annunciato che la Cadillac inizierà i test in pista a metà 2022, inoltre il nuovo prototipo prenderà parte sia al campionato del mondo endurance e al Campionato IMSA WeatherTech SportsCar
Nel luglio del 2022 Earl Bamber porta in pista per la prima volta la Cadillac V-LMDh, nei mesi successivi la Cadillac continua nei test con Sébastien Bourdais alla guida.
Il 17 novembre arriva l'omologazione della vettura per il Campionato IMSA WeatherTech SportsCar.

## Caratteristiche tecniche
Dal momento che il regolamento LMDh prevede l'utilizzo di un telaio LMP2, la Cadillac sceglie come partner la Dallara per costruire il telaio della V-LMDh, continuando una collaborazione già iniziata con la DPi-V.R. Il motore rimane lo stesso 5,5 litri della Dpi-V.r, abbinato ad un sistema ibrido progettato dalla Williams, come previsto dal regolamento.

## Attività sportiva

### Campionato del mondo endurance

#### 2023
Nel 2023 la Cadillac partecipa per la prima volta al campionato del mondo endurance portando una sola vettura. Il team Cadillac Racing a cui è affidata la macchina è gestito da Chip Ganassi Racing e l’equipaggio è formato da Earl Bamber, Alex Lynn e Richard Westbrook. Per due round della serie (6 Ore di Spa, 24 Ore di Le Mans) il team porta una seconda vettura nella serie. Nella prestigiosa 24 Ore di Le Mans la Cadillac V-LMDh #2 ottiene il terzo posto nella prestigiosa corsa.

### Campionato IMSA

#### 2023
Per il Campionato IMSA WeatherTech SportsCar 2023 la Cadillac sceglie Chip Ganassi Racing come team ufficiale e ad Action Express Racing viene affidata un’altra V-Series.R. I team vengono iscritti rispettivamente come Cadillac Racing e Wheelen Engeneering Racing. Nel settembre del 2022 i team annunciano i loro piloti: Sébastien Bourdais e Renger van der Zande vengono scelti da Chip Ganassi mentre Pipo Derani e Alexander Sims dal Action Express Racing. L'equipaggio destinato al WEC partecipa anche alla 24 Ore di Daytona. Per le gare della Michelin Endurance Cup vengono aggiunti Scott Dixon e Jack Aitken. Con la vettura #31 arriva la prima vittoria durante la 12 Ore di Sebring mentre con la vettura #01 vincono la Hyundai Monterey Sports Car.

## Risultati

### Campionato IMSA
| Anno | Team                      | #  | Pilota                                              | Classe | DAY | SEB | LBH | LGA | WGL | MOS | ROA | IMS | ATL | Punti | Pos |
| ---- | ------------------------- | -- | --------------------------------------------------- | ------ | --- | --- | --- | --- | --- | --- | --- | --- | --- | ----- | --- |
| 2023 | Cadillac Racing           | 01 | Sebastien Bourdais Renger van der Zande Scott Dixon | GTP    | 3   | 7   | 8   | 1   | 5   | 9   | 4   | 7   | 2   | 2673  | 7°  |
| 2023 | Cadillac Racing           | 02 | Earl Bamber Alex Lynn Richard Westbrook             | GTP    | 4   |     |     |     |     |     |     |     |     | 306   | 21° |
| 2023 | Whelen Engineering Racing | 31 | Pipo Derani Alexander Sims Jack Aitken              | GTP    | 5   | 1   | 5   | 3   | 2   | 7   | 6   | 4   | 6   | 2733  | 1°  |

### Campionato del mondo endurance
| Anno | Team            | Classe   | Pilota            | # | 1   | 2   | 3   | 4   | 5   | 6   | 7   | 8   | Punti | Pos |
| ---- | --------------- | -------- | ----------------- | - | --- | --- | --- | --- | --- | --- | --- | --- | ----- | --- |
| 2023 | Cadillac Racing | Hypercar |                   |   | SEB | POR | SPA | LMN | MON | FUJ | BHR |     | 79    | 4°  |
| 2023 | Cadillac Racing | Hypercar | Earl Bamber       | 2 | 4   | 4   | 5   | 3   | 10  | 10  | 11  |     | 79    | 4°  |
| 2023 | Cadillac Racing | Hypercar | Alex Lynn         | 2 | 4   | 4   | 5   | 3   | 10  | 10  | 11  |     | 79    | 4°  |
| 2023 | Cadillac Racing | Hypercar | Richard Westbrook | 2 | 4   | 4   | 5   | 3   | 10  | 10  | 11  |     | 79    | 4°  |
| 2024 | Cadillac Racing | Hypercar |                   |   | QAT | IMO | SPA | LMS | SAP | COA | FUJ | BHR | 42    | 6°  |
| 2024 | Cadillac Racing | Hypercar | Earl Bamber       | 2 | SQ  | 10  | Rit | 7   | 13  | 4   | Ret | 6   | 42    | 6°  |
| 2024 | Cadillac Racing | Hypercar | Alex Lynn         | 2 | SQ  | 10  | Rit | 7   | 13  | 4   | Ret | 6   | 42    | 6°  |
| 2024 | Cadillac Racing | Hypercar | Richard Westbrook | 2 | SQ  |     |     |     |     |     |     |     | 42    | 6°  |
| 2024 | Cadillac Racing | Hypercar | Álex Palou        | 2 |     |     |     | 7   |     |     |     |     | 42    | 6°  |

## Palmarès
- 1  12 Ore di Sebring: (2023)
- 1  Hyundai Monterey Sports Car: (2023)
- 1  Grand Prix of Long Beach: (2024)
- 1  Petit Le Mans: (2024)
- 1  6 Ore di San Paolo: (2025)